# Монокомпу Самбасиву Сваминатан
Монокомпу Самбасиву Сваминатан (англ. Mankombu Sambasivan Swaminathan; 7 августа 1925, Мадрас, Индия — 28 сентября 2023) — индийский генетик и селекционер растений. Награждён рядом международных и национальных премий, в том числе высшими гражданскими наградами Индии: Падма Шри, Падма Бхушан, Падма Вибхушан и Бхарат ратна (2024, посмертно).

## Биография
Родился 7 августа 1925 года в Кумбаконаме в семье хирурга М. К. Самбавивана и его жены Парвати. В 1942 году поступил в Мадрасский университет, который он окончил в 1947 году. С 1947 по 1949 год работал в Индийском НИИ сельского хозяйства. С 1949 по 1950 год стажировался в Нидерландах. В том же году переехал в США, но первое время ему не удалось найти работу и лишь в 1952 году устроился на работу в Висконсинский университет в Мадисоне, где проработав несколько месяцев вернулся на родину. В 1954 году несколько месяцев работал в Институте риса, в том же году вернулся в Индийский НИИ сельского хозяйства, где до 1966 года он работал научным сотрудником. В 1966 году был избран директором данного института и проработал в данной должности вплоть до середины 2000-х годов. С 1972 по настоящее время занимает должность Генерального директора Индийского совета сельскохозяйственных исследований.
Скончался 28 сентября 2023 года на 99-м году жизни.

## Научные работы
Основные научные работы посвящены цитогенетике и селекции сельскохозяйственных растений. Организатор сельскохозяйственной науки в Индии.
- Предложил перспективные методы селекции пшеницы, риса и джута.
- Проводил широкие исследования в области радиационного мутагенеза.
- С помощью искусственного облучения вывел сорт пшеницы Шарбати Сонора.

## Членство в обществах
- Indian Academy of Sciences[англ.] (1957)
- Индийская национальная академия наук (1962)
- Лондонское королевское общество (1973)[6]
- National Academy of Sciences, India[англ.] (1976)
- Национальная академия наук США (Foreign Associate; 1977)[7]
- Иностранный член ВАСХНИЛ (1978; с 2014 — иностранный член Российской академии наук[8])
- Член-учредитель TWAS (1983)
- Royal Swedish Academy of Agriculture and Forestry[англ.] (1983)
- Американская академия искусств и наук (1984)
- Академия сорока (1985)
- Европейская академия наук и искусств (1988)
- National Academy of Agricultural Sciences[англ.] (1990)
- Американская ассоциация содействия развитию науки
- Консультативная группа ООН по проблеме белка

## Награды и премии
- 1971 — Премия Рамона Магсайсая
- 1979 — Премия Борлоуга[англ.]
- 1986 — Премия Альберта Эйнштейна
- 1987 — Всемирная продовольственная премия
- 1991 — Премия Хонда
- 1991 — Премия Тайлера
- 1999 — Volvo Environment Prize